# Тунельний діод

Позначення тунельного діода в схемах

Схематичне зображення вольт-амперної характеристики тунельного діода

Тунельний діод — напівпровідниковий активний елемент електричного кола з нелінійною вольт-амперною характеристикою, на якій існує ділянка з від'ємною диференційною провідністю.

## Історія
Винайшов тунельний діод у 1957 році Ісакі Леона. В 1973 році він отримав Нобелівську премію з фізики за відкриття явища тунелювання електрона.

## Будова та принцип дії
В тунельному діоді використовується сильно легований p-n перехід, крізь який носії заряду можуть тунелювати при умові збігу енергій донорних рівнів електронів у n-області і акцепторних рівнів дірок у p-області. Струм через p-n перехід зростає для значень напруги, при яких такий збіг створюється, але зменшується при більшій напрузі, створюючи ділянку з від'ємною диференційною провідністю.

## Використання
Тунельні діоди відносно стійкі до іонізуючого випромінювання, в порівнянні з іншими діодами. Це робить їх придатними для застосування в середовищах з високими рівнями радіації, наприклад, у космосі.
Також широко використовуються в генераторах, підсилювачах та у високочастотних перемикачах. Можуть працювати на дуже високих частотах.